# Francisco Coll Guitart
San Francisco Coll y Guitart (Gombrén, Gerona, 18 de mayo de 1812 - Vich, Barcelona, 2 de abril de 1875) fue un sacerdote español profeso de la Orden de Predicadores y fundador de la Congregación de Hermanas Dominicas de la Anunciata, reconocido como santo por la Iglesia católica el 11 de octubre de 2009.

## Sus primeros años de vida
Francisco Coll Guitart nació el 18 de mayo de 1812, en el pequeño pueblo de Gombrén, del Pirineo catalán (provincia de Gerona, España). Fue bautizado como Francisco José Miguel el día 19 de mayo de 1812 en la Parroquia de San Pedro de Gombrén, en donde se conserva la pila bautismal. Cataluña sufría las consecuencias de la guerra debida a la invasión de Napoléon. Eran tiempos de escasez, hambre y todo tipo de dificultades. Francisco fue el menor de once hermanos; cuando tenía cuatro años murió su padre Pedro. Su madre, Magdalena, mujer profundamente cristiana, lo formó en el amor y  la piedad hacia Dios y la Virgen María.
De carácter inquieto y activo (desde niño solía organizar procesiones y sermones como juego infantil), las dificultades lo ayudaron a forjar una personalidad fuerte y vigorosa. A los diez años, atraído por la vocación sacerdotal, se traslada lejos de su familia, a iniciar estudios en el Seminario de Vich. Como era costumbre entre seminaristas pobres, se gana el alimento y el alojamiento en una casa de campo llamada Puigsesslloses, a cambio de colaborar con la instrucción literaria y religiosa de los niños de la familia, que lo recibió como un integrante más.

## Dominico y misionero
A los 18 años, tras sentir el llamado de Dios a la Orden de Predicadores, ingresa en el convento dominico de Gerona, donde hace su profesión en 1831. Durante sus años de formación se dice que «nada se veía en él de extraordinario, pero llamaba, sí, la atención por hacer tan bien las cosas ordinarias». Cuando ya faltaban pocos meses para su ordenación sacerdotal, en el contexto de las luchas políticas por la sucesión del rey Fernando VII, se ordena la supresión de las Órdenes religiosas en España (exclaustración). En agosto de 1835 Francisco Coll y su comunidad son expulsados del convento, al que nunca pudieron regresar. Después de meses de incertidumbre, y aunque el gobierno había prohibido celebrar el sacramento del Orden sagrado, logró ser ordenado sacerdote en Solsona el 28 de mayo de 1836, por el Obispo Juan José de Tejada Sáenz, con la licencia de su prior provincial dominicano. A partir de este momento el Padre Francisco Coll se dedica intensamente a la labor de la predicación, la catequesis, la recristianización. Durante más de treinta años ejerció el ministerio, primero en las Parroquia de Artés y Moyá, y luego como misionero en varias diócesis de Cataluña.  Su fama de predicador creció rápidamente, y su palabra movilizaba multitudes. Su preocupación mayor era llevar la Palabra de Dios de un modo cordial, sencillo y comprensible para el pueblo, para lograr una verdadera conversión interior.  Para realizar el ministerio de la predicación prefería el trabajo en equipo por ser el fruto más copioso. Colaboró en la "Hermandad apostólica" que puso en marcha San Antonio María Claret. Fue nombrado por la Santa Sede Misionero apostólico. También predicó en colaboración con padres jesuitas, agustinos y sacerdotes diocesanos. En el equipo había también colaboradores seglares.
Francisco Coll fue admirado y estimado por sus contemporáneos por su ardiente celo, su talante espiritual y su doctrina: "Dios nos dé muchos hombres apostólicos como el Padre Coll y nos volverá la paz que tanto necesitamos". En su predicación destacaba el amor a la Virgen María y la propagación del rezo del Rosario.

...¡Oh Rosario! Tu eres un libro, breve si, pero que enseña lo más santo y lo más sagrado de nuestra Religión, tu eres un arca que ocultas un tesoro riquísimo digno de que todos los hombres lo busquen con gran ansia, tú eres un regalo del Cielo que nos descubres los elementos de la Religión, los principios, los motivos, y la práctica de todas las virtudes, tú nos enciendes en caridad, y amor hacia aquel Dios que tanto se dignó hacer y padecer por nosotros: Tú despiertas a los somnolientos, caldeas a los tibios, empujas a los perezosos, sostienes a los justos, conviertes a los pecadores, reduces o confundes a los herejes, espantas al demonio, haces temblar al infierno o, por decirlo mejor, eres una devoción que incluyes y contienes todas las demás devociones
Elogio del Rosario (sermón de san Francisco Coll)

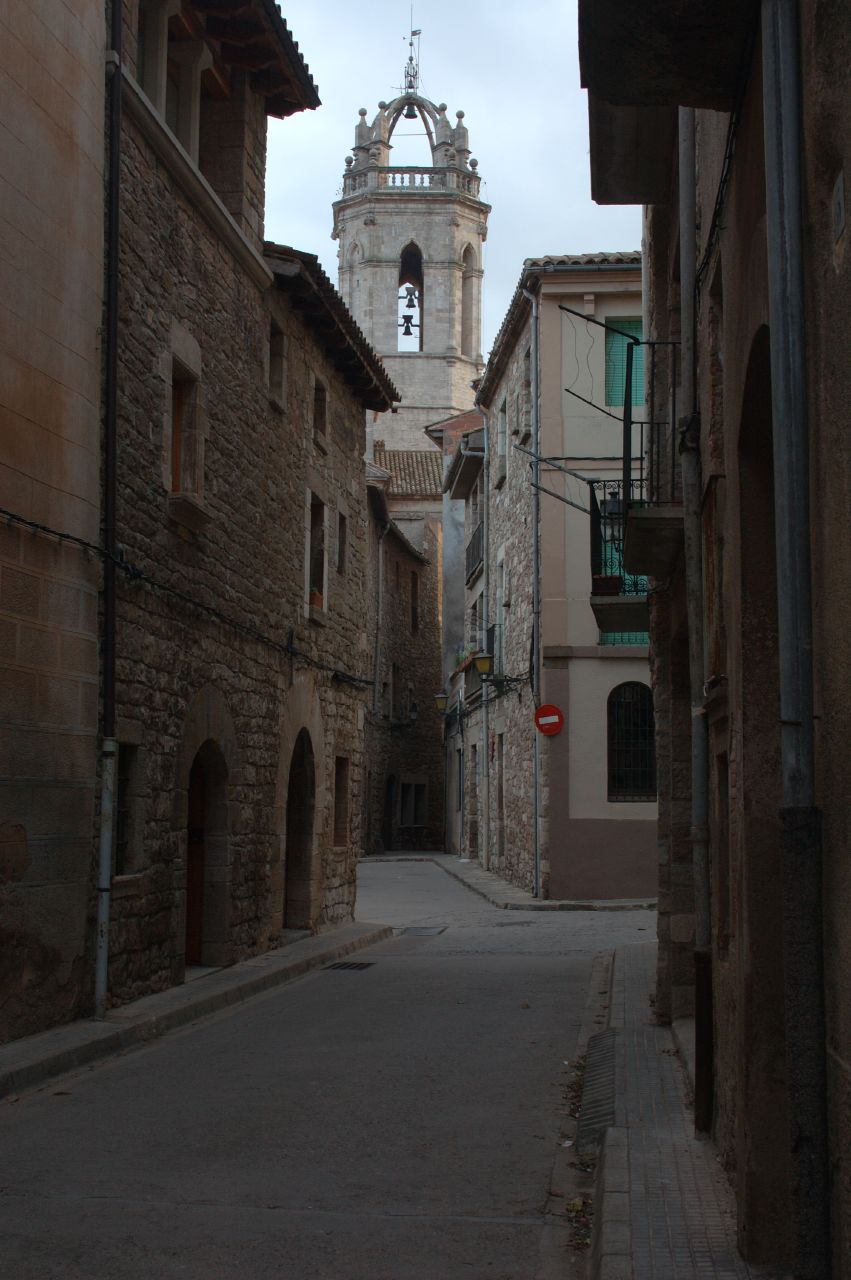
Iglesia católica de Moiá.

A partir de 1850 el P. Coll fue nombrado por sus superiores dominicos Director de la Tercera Orden Dominicana en Cataluña. En Vich ejerció mucha influencia en la renovación y promoción de nuevas formas de vida religiosa, especialmente dominicana.
Su actividad evangelizadora incluía una gran entrega al sacramento de la Reconciliación, un énfasis destacado en la Eucaristía y una insistencia constante en la oración:

...Francisco Coll llegaba al corazón de los demás porque trasmitía lo que él mismo vivía con pasión en su interior, lo que ardía en su corazón: el amor de Cristo, su entrega a Él. Para que la semilla de la Palabra de Dios encontrara buena tierra, Francisco fundó la congregación de las Hermanas Dominicas de la Anunciata, con el fin de dar una educación integral a niños y jóvenes, de modo que pudieran ir descubriendo la riqueza insondable que es Cristo, ese amigo fiel que nunca nos abandona ni se cansa de estar a nuestro lado, animando nuestra esperanza con su Palabra de vida...
Palabras de Benedicto XVI el día de su canonización.

## Fundador
Impresionado por la realidad social y religiosa que observaba en el transcurso de sus misiones, empezó a preocuparse por la falta de acceso a la educación, especialmente en los pueblos pequeños y en las niñas. Esto lo llevó a fundar en Vich la Congregación de Hermanas Dominicas de la Anunciata, el día 15 de agosto de 1856, a quienes les confiaba la misión que es de toda la Orden Dominicana:

...Anunciar el nombre de Jesucristo Salvador; predicando la verdadera doctrina, en los poblados grandes y pequeños, con la palabra y el ejemplo...
Regla o Forma de vivir de las Hermanas

La nueva Congregación nació con el consentimiento del obispo de Vich y del superior de la Orden, pero en medio de grandes dificultades políticas (en pleno Bienio Progresista de tendencia anticlerical) y económicas (el Padre Coll nunca había cobrado dinero por sus misiones y prácticamente carecía de recursos económicos y de apoyos). Sin embargo, la nueva Congregación se extendió rápidamente y pasados 14 años ya contaba con 46 casas en Cataluña. Las hermanas, en su mayoría de humilde procedencia,  fueron estudiando y obteniendo títulos de maestras. Eran llamadas para dirigir las  escuelas públicas o pequeños colegios en poblados y también en algunas ciudades. En algunos casos también se dedicaron al cuidado de enfermos y a otras obras de misericordia. Actualmente, la Congregación fundada por Francisco Coll se ha expandido por veinte países de Europa, América del Sur, América Central, África y Asia.

## Últimos años
El padre Coll dividía sus trabajos entre su actividad misionera y la organización de la Congregación. Sin embargo a los 57 años, en diciembre de 1869, predicando en la localidad de Sallent, sufrió un primer ataque cerebrovascular. Su salud empezó a declinar, se fue quedando ciego y perdiendo por momentos las facultades mentales. Fue una dura prueba que vivió con fe, entereza, valor y apoyado en el rezo del Rosario. Falleció en Vich el 2 de abril de 1875, con fama de santidad, y el pueblo se acercó masivamente a rendirle el último tributo. Sus restos se veneran en la Casa Madre de la Congregación en Vich.

## Legado, beatificación y canonización
Cabe destacar que, en el transcurso de su vida, demostró ser un predicador ejemplar desde la cercanía, la humildad y la caridad. Su sensibilidad y su compromiso con la infancia y la juventud, así como su impulso a la educación de la mujer, son algunos de los rasgos que le caracterizan, y que procuró consolidar con la fundación de su Congregación de Dominicas.
El día 29 de abril de 1979 fue beatificado por Juan Pablo II.
El día 11 de octubre de 2009, en una ceremonia en la Basílica de San Pedro, fue proclamado santo por Benedicto XVI, a las 7:33 (UTC).
Recordando en castellano a san Francisco Coll y su misión de predicador, el papa subrayó que «San Pablo nos recuerda en la segunda lectura que «la Palabra de Dios es viva y eficaz» (Hb 4,12). En ella, el Padre, que está en el cielo, conversa amorosamente con sus hijos de todos los tiempos (cf. Dei Verbum, 21), dándoles a conocer su infinito amor y, de este modo, alentarlos, consolarlos y ofrecerles su designio de salvación para la humanidad y para cada persona»
Su fiesta se celebra el 19 de mayo.